# راينر فايس
راينر فايس (بالإنجليزية: Rainer Weiss) (/vaɪs/; تُلفظ بالألمانية: [vaɪs] ولد في 29 سبتمبر 1932، هو فيزيائي أمريكي معروف بمساهاماته الكبيرة في مجالي الجاذبية والفيزياء الفلكية. وهو أستاذ الفيزياء المتفرغ في معهد ماساتشوستس للتكنولوجيا. ومن المعروف انه ساهم بشكل كبير في اكتشاف تقنية الليزر قصد استعمالها في مرصد ليغو. كما كان راينر فايس رئيس قسم العلوم الذي عمل على استكشاف الخلفية الكونية.
حصل على جائزة نوبل في الفيزياء في عام 2017 رفقة كل من كيب ثورن وباري باريش وذلك نظرا لمساهماته الحاسمة في استعمال تقنية الليزر في الليغو، هذا بالإضافة إلى استطاعته كشف ورصد موجات الجاذبية".

## النشأة والتعليم
ولد راينر فايس في 29 أيلول/سبتمبر عام 1932 في برلين بجمهورية فايمار، وهو ابن جيرترود ليوسنر وفريدريك فايس.، كانت والدته ممثلة ذات خلفية مسيحية. أما والده فقد كان طبيب أعصاب وعالم نفسي، وقد اضطر للخروج من ألمانيا في عهد النازيين كونه كان يهوديا وعضوا نشطا في الحزب الشيوعي. انتقلت الأسرة الأولى بعد ذلك إلى براغ، ولكن الاحتلال الألماني لتشيكوسلوفاكيا بعد عام 1938 دفعهم إلى الفرار مجددا؛ وقد تمكنوا في وقت لاحق من الحصول على تأشيرات لدخول الولايات المتحدة. قضى فايس شبابه في مدينة نيويورك، حيث درس سلكه الابتدائي في مدرسة كولومبيا ، وواصل دراسته فيما بعد في معهد ماساتشوستس للتكنولوجيا وعلى الرغم من أنه لقي صعوبات كبيرة في موسمه الدراسي الأول إلا أنه عاد للحصول على شهادته سنة 1955 ثم الدكتوراه في عام 1962.
شغل منصب استاذا في جامعة تافتس في 1960-62، كما كان باحث في سلك ما بعد الدكتوراه في جامعة برينستون من 1962-64، ثم انضم إلى هيئة التدريس في معهد ماساتشوستس للتكنولوجيا في عام 1964.

## الإنجازات
اهتم فايس باثنين من مجالات أبحاث الفيزياء الأساسية: توصيف إشعاع الخلفية الكونية، وقياس التداخل في مراقبة موجات الجاذبية.
وقدم قياسات طيف إشعاع الخلفية الكونية الميكروي، ومن ثم كان المؤسس المشارك والمستشار العلمي في ناسا في فئة أو مجال الخلفية الكونية.
اخترع فايس أيضا مقياس التداخل في الموجة الثقالية، وقد شارك في تأسيس مؤسسة العلوم الوطنية الأمريكية، وكان من بين رواد مشروع ليغو.
كل جهوده هذه، جعلته منافسا قويا لباقي العلماء المهتمين بهذا المجال، وكذلك علماء الفيزياء بصفة عامة

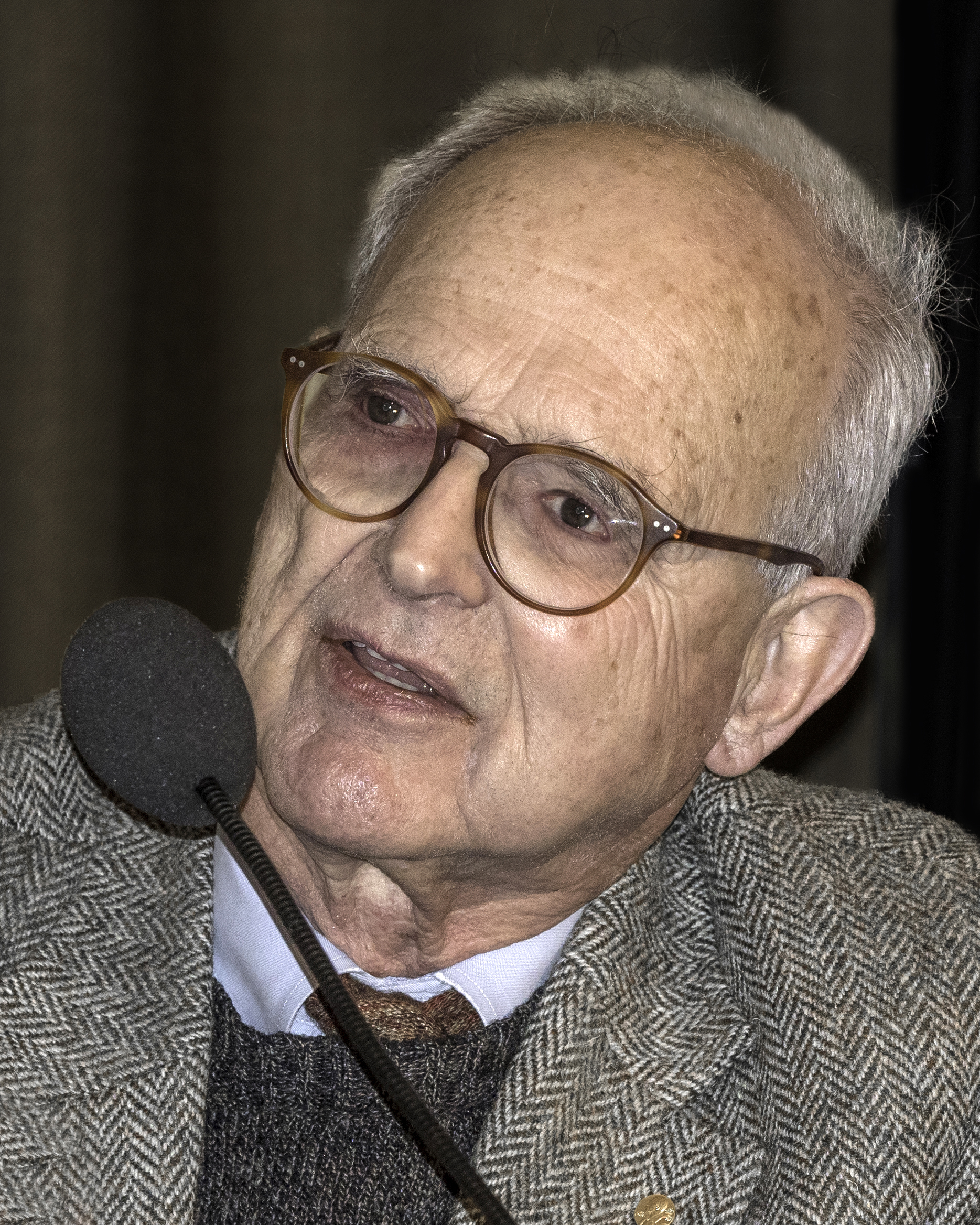
راينر فايس خلال المؤتمر الصحفي لجائزة نوبل في ستوكهولم ، ديسمبر 2017

في شباط/فبراير 2016، كان فايس واحدا من العلماء الأربع الذين عرضوا وشرحوا في مؤتمر صحفي أول عملية رصد للأمواج الثقالية، وقد فاز سنة 2017 بجائزة نوبل في الفيزياء.

## الأوسمة والجوائز
فاز راينر فايس بالعديد من الجوائز بما في ذلك:
- فوزه عام 2006 رفقة جون ماثر بجائزة غروبر في علم الكونيات.
- فوزه في عام 2007 رفقة رونالد دريفر بجائزة أينشتاين.[26]
- فوزه بجائزة عن تمكنه من كشف موجات الجاذبية في عام 2016.

وقد حصل على:
- جائزة الفيزياء الأساسية.
- جائزة غروبر في علم الكونيات.
- جائزة شو.
- جائزة كافلي في الفيزياء الفلكية.
- جائزة هارفي جنبا إلى جنب مع كيب ثورن ورونالد دريفر.
- جائزة الإبداع في العلوم الفيزيائية رفقة كيب ثورن وباري باريش من المجلة الأمريكية سميثسونيان.
- جائزة علوم الليزر والبصريات الكمية سنة 2017.
- جائزة أميرة أستورياس (2017) (بالاشتراك مع كيب ثورن وباري باريش).
- جائزة نوبل في الفيزياء (2017) (بالاشتراك مع كيب ثورن وباري باريش)

## وصلات خارجية
- راينر فايس على موقع الموسوعة البريطانية (الإنجليزية)
- راينر فايس على موقع مونزينجر (الألمانية)
- موقع راينر فايس في معهد ماساتشوستس للتكنولوجيا
- LIGO مجموعة ليغو في معهد ماساتشوستس للتكنولوجيا
- راينر فايس في شجرة علماء الرياضيات
- Q&A: راينر فايس على في مجموعة ليغو على news.mit.edu
- "UW Frontiers of Physics Lecture: Dr. Rainer Weiss, Fall 2016, recorded 25 Oct., U. Washington College of Arts & Sciences". YouTube. 10 نوفمبر 2016. مؤرشف من الأصل في 2020-01-25.